# Dirk van Hogendorp
Pour les articles homonymes, voir Van Hogendorp.
Diderik van Hogendorp, plus connu sous le nom de Dirk van Hogendorp, né le 13 octobre 1761 à Heenvliet aux Pays-Bas, et mort le 29 octobre 1822 à Rio de Janeiro (Brésil), est un militaire, diplomate néerlandais, ministre de la Guerre du royaume de Hollande et général néerlandais au service du Premier Empire.
Formé en Prusse, il passe quinze années dans les Indes néerlandaises, occupant différents postes dans l'administration coloniale, avant de dénoncer ses dérives et d'être contraint à rentrer en Europe. Il entame alors une carrière diplomatique et politique, devenant ministre de la Guerre de 1806 à 1807.
En 1811, après l'annexion du royaume de Hollande par la France, il devient général de division, aide de camp de Napoléon Ier. Il se voit confier le commandement de plusieurs places fortes entre 1812 et 1814 : il commande celle de Vilnius lors du retour des restes des troupes françaises à la fin de la retraite de Russie. Après la chute de l'Empire, il s'exile au Brésil.

## Biographie

### Jeunesse et formation
Il est l’aîné de six enfants. Son père est membre de la régence et député de sa province ; sa mère est la baronne de Haren, fille de Onno Zwier van Haren, ambassadeur à Aix-la-Chapelle. En 1772, son père est ruiné par la crise financière mais, grâce au soutien du stathouder Guillaume V, il est nommé l'année suivante gouverneur d'un établissement de la Compagnie néerlandaise des Indes orientales à Rembang, sur l'île de Java ; Wilhelmine de Prusse, épouse du stathouder et nièce du roi de Prusse Frédéric II, intercède auprès de son oncle pour que les deux fils aînés Van Hogendorp, Dirk et Gijsbert Karel — futur ministre de Guillaume Ier des Pays-Bas —, soient admis à l'école des cadets nobles de Berlin, par autorisation spéciale de Frédéric II.
En 1777 il est caserné à Königsberg, puis en 1778, prend part à la guerre de Succession de Bavière contre l’Autriche. Il en sort lieutenant des grenadiers et entre dans le corps des ingénieurs-géographes, suivant en même temps les cours de philosophie de Kant.
Sa voie est toute tracée pour une belle carrière en Prusse, quand la guerre d'indépendance d’Amérique vient réveiller le sentiment patriotique. Les Provinces-Unies ayant rompu avec la Grande-Bretagne, le jeune Van Hogendorp, blessé à la jambe par un officier prussien au cours d'un duel, donne sa démission, avec le grade de capitaine.

### Carrière dans les Indes néerlandaises

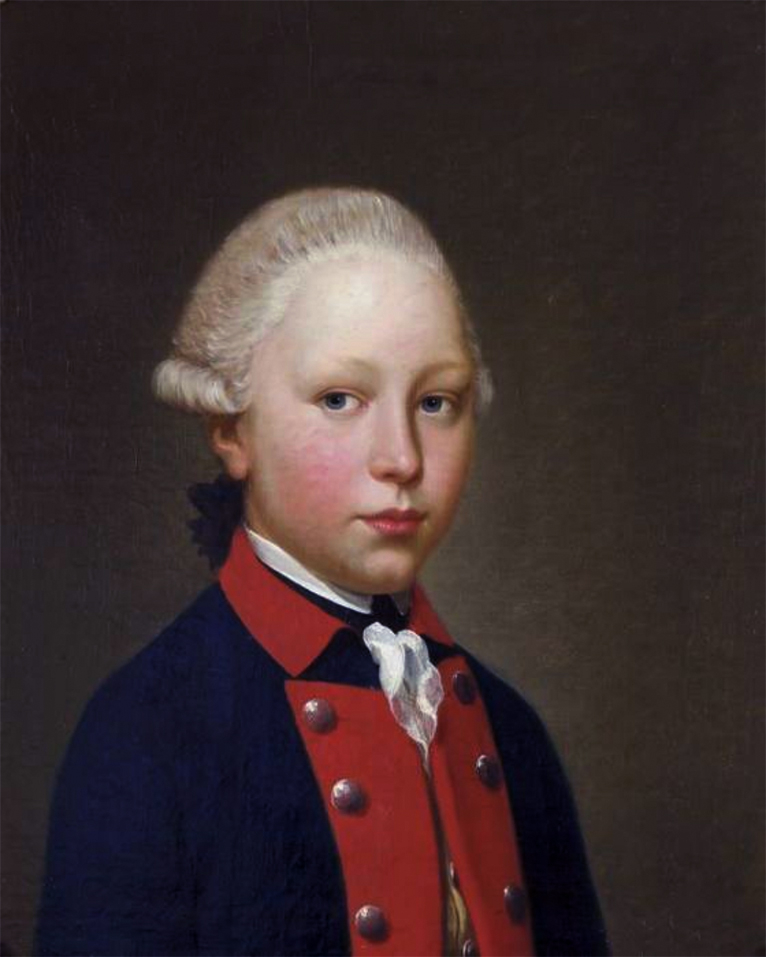
Portrait du jeune Dirk van Hogendorp

Avec le soutien de l'amiral Jan Hendrik van Kinsbergen, il entre en janvier 1783 au service de l'Amirauté d'Amsterdam et est envoyé au Cap en tant que capitaine-lieutenant sous les ordres du schout-bij-nacht Jacob Pieter van Braam (en), à bord du vaisseau de 64 canons Utrecht. L'escadre y apprend la fin de la guerre américaine et reçoit l'ordre de se diriger vers les Indes néerlandaises. Arrivé à Java le 8 mars 1784, Van Hogendorp y retrouve son père, alors gouverneur du fort d'Onrust, dans la rade de Batavia. De 1784 à 1785, il se distingue en combattant des pirates bugis dans les îles Riau et les contrebandiers d'étain.
Le 18 décembre 1785, Van Hogendorp épouse Elisabeth Margaretha Bartlo, fille du vice-président de la régence de Batavia et passe au service de la Compagnie néerlandaise des Indes orientales (VOC), d'abord comme capitaine de dragons, puis comme administrateur colonial. Il occupe plusieurs fonctions dans l'administration coloniale : il devient successivement en 1786 second résident à Patna, dans la région de l'opium du Bengale, administrateur d'Onrust à partir de 1789, gouverneur de Japara en 1791 puis, à partir de 1793, sous-gouverneur puis gouverneur de Soerabaja et de la côte nord-est de Java. C’est alors qu’il voit mouiller les deux frégates françaises à la poursuite de La Pérouse (expédition de l'amiral d'Entrecasteaux), La Recherche et l'Espérance, commandées par le lieutenant de vaisseau d'Auribeau. Le futur amiral Pierre Jurien de la Gravière, alors jeune enseigne à bord de l'Espérance, en a laissé des souvenirs.
Il se montre de plus en plus critique de l'administration coloniale, de son féodalisme et de l'esclavage. Ayant conscience que la Compagnie est en faillite, il réfléchit à plusieurs réformes visant à libéraliser le fonctionnement de la VOC. Lorsque la Révolution batave éclate en 1795, entraînant la chute de nombreuses colonies néerlandaises — parmi lesquelles Le Cap et Ceylan — dans le giron britannique, Van Hogendorp prend le parti de la République batave et met Soerabaja en état de défense. S'étant mis à dos l'administration de Java, notamment le commissaire-général Sebastiaan Cornelis Nederburgh (nl) qu'il accuse de favoriser les intérêts britanniques et de ne pas appliquer les instructions de La Haye,, il est suspendu de son poste de gouverneur et conduit à Batavia pour y être jugé pour enrichissement personnel. Sans aucun interrogatoire pendant cinq mois et craignant de ne pouvoir bénéficier d'un procès équitable à Batavia, il parvient à s'évader et à embarquer le 17 juin 1799 sur un navire danois à destination de l'Europe, laissant sa femme et son fils Carel Sirardus Willem van Hogendorp à Batavia.

### Carrière diplomatique

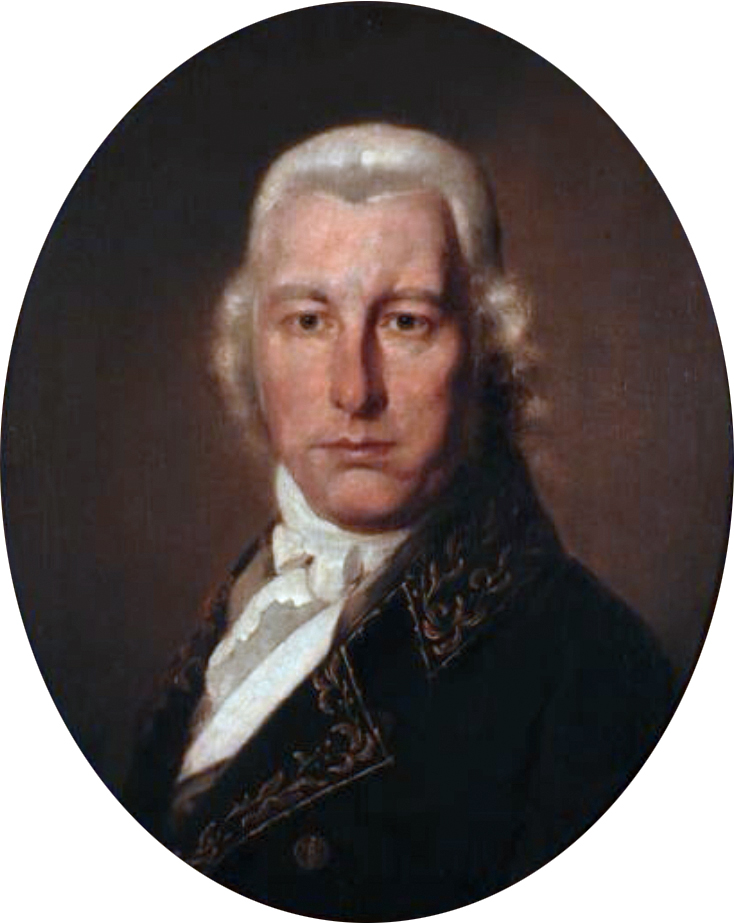
Portrait de Dirk van Hogendorp en 1803, par Taco Scheltema.

Rentré en Europe en septembre 1799, il est blanchi par le Directoire exécutif de la République batave et il publie en décembre 1799 un Rapport sur la situation actuelle des possessions bataves dans les Indes orientales et du commerce avec elles (en néerlandais Bericht van den tegenwoordigen toestand der Bataafsche bezittingen in Oost-Indien en den handel op dezelve) rédigé pendant la traversée depuis Java. Ayant pu observer en détail l'administration britannique au Bengale entre 1786 et 1788, il s'en inspire et propose dans son rapport de significatives réformes, notamment l'abolition de l'esclavage. La redistribution des terres pourrait avoir un effet incitatif sur la productivité, la production pouvant être avantageusement orientée vers la culture du riz et du café. Le rapport est rejeté par le gouvernement batave car trop radical mais son influence lui permet d'être nommé au Conseil asiatique, chargé de superviser les colonies après la dissolution de la Compagnie des Indes orientales, le 11 novembre 1802.
Son épouse meurt à Java le 11 avril 1801 ; Van Hogendorp se remarie le 29 aout 1802 Augusta, princesse de Hohenlohe-Langenbourg. En novembre de la même année, il est nommé ministre plénipotentiaire à Saint-Pétersbourg en remplacement de Willem Berend Buys (nl). Peu après, on apprend que le gouverneur général de des Indes néerlandaises Johannes Siberg (nl) souhaite être relevé de son poste, le nom de Van Hogendorp est proposé par le ministère de la Marine et des Colonies pour le remplacer. Il part finalement pour la Russie en avril 1803, où il arrive le 31 mai, reçu par la famille impériale. S'il est apprécié du tsar Alexandre Ier — qui devient parrain de l'un des enfants du couple Van Hogendorp —, il n'a que peu de pouvoir — la République batave étant un satellite de la France — et obtient de rentrer en 1805.
En 1806, Louis Bonaparte devient roi de Hollande et crée le Conseil d'État, dont Van Hogendorp préside la section de la Guerre. Le 24 novembre, il devient ministre de la Guerre par intérim, remplaçant Henri Damas Bonhomme (nl), nomination confirmée le 25 janvier 1807. Il s'applique notamment à mettre sur pied une école militaire à Honselersdijk et fait passer l'armée hollandaise de 17 000 à 40 000 hommes. En janvier 1808, il est envoyé à Vienne pour protéger les intérêts des propriétaires néerlandais de dette autrichienne. La guerre entre la France et l'Autriche reprenant, Dirk van Hogendorp quitte Vienne le 24 avril 1809. Louis le nomme alors ministre sans portefeuille puis ministre plénipotentiaire à Berlin le 11 juin 1809. Un an plus tard, il est nommé ambassadeur à Madrid mais le temps de s'y rendre, la Hollande était annexée à l'Empire français.

### Général d'Empire
Ayant gagné la confiance de Napoléon Ier, il est nommé membre de la commission chargée d'étudier les conditions matérielles de l'annexion de la Hollande le 22 juillet 1810. En janvier 1811, il est nommé général de division puis devient aide-de-camp de l'Empereur en mars et comte de l'Empire en juin. Il est chargé du commandement du dépôt des conscrits réfractaires et des déserteurs de Wesel, en août 1811.

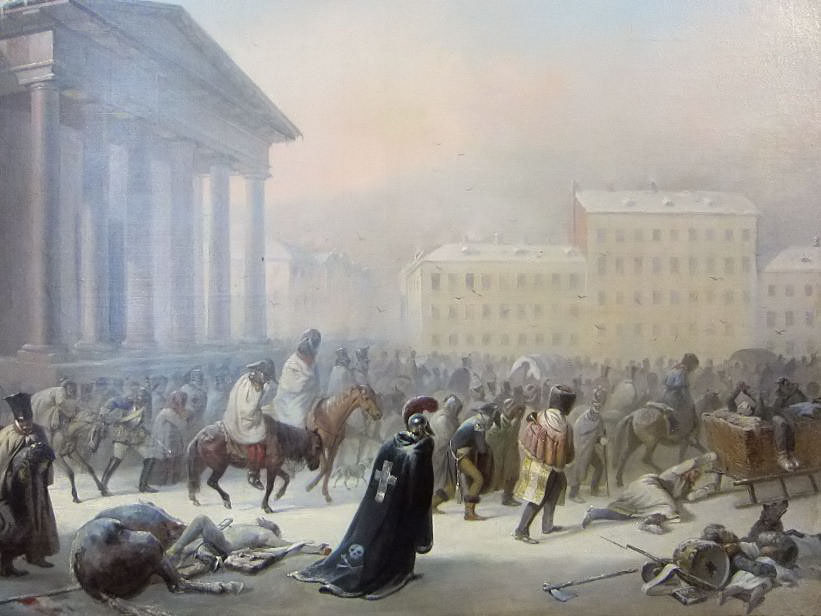
Les restes de la Grande Armée à Vilnius, toile de Georg Wilhelm Timm (1820–1895).

Pendant la campagne de Russie, il devient en juin 1812 gouverneur de la province de Prusse-Orientale à Königsberg puis gouverneur de Lituanie à Vilnius, centre de ravitaillement de la Grande Armée. En décembre 1812, il reçoit l'ordre de venir au-devant de Napoléon dans la dernière phase de la retraite de Russie. Lorsque sa division arrive à Oszmiana le 6 décembre, le maréchal Murat lui ordonne de sortir de la ville pour laisser les maisons aux restes de la Garde impériale. Les villages environnants ayant été rasés, les hommes de la division doivent camper plusieurs nuits en plein air par un froid de -27°C : seulement 3 000 hommes sur 10 000 peuvent rentrer vivants à Vilnius. Hogendorp a la lourde tâche d'accueillir les rescapés de la retraite : le 8 décembre, il voit arriver devant Vilnius une foule de fuyards en loques, la plupart ayant abandonné leurs armes. Il ordonne de ne laisser entrer que les troupes en ordre et en armes mais, dès l'ouverture des portes, la ville est submergée par le flot en désordre qui pille les entrepôts et les réserves d'alcool. Vilnius a des réserves de vivres suffisantes pour 10 000 hommes mais les soldats épuisés sont hors d'état de combattre l'avant-garde des cosaques. Les maréchaux Murat et Berthier, jugeant la ville indéfendable, la quittent immédiatement. Hogendorp quitte Vilnius avec l'armée le 10 décembre 1812. Il rejoint sa femme et ses enfants à Berlin et gagne Paris le 8 février 1813. Après la bataille de Bautzen, le 21 mai 1813, Van Hogendorp est nommé gouverneur de Breslau puis de Hambourg, sous les ordres du maréchal Davout. Les relations entre les deux hommes sont exécrables, le général refusant par exemple d'exécuter l'ordre du maréchal d'évacuer les 25 000 civils inutiles à la défense de la ville, assiégée par les troupes russes, prussiennes et suédoises de l'armée du Nord. La ville se rend en avril 1814, après l'abdication de Napoléon.
Dirk van Hogendorp démissionne du service français et retourne en Hollande, devenue royaume uni des Pays-Bas, où il fait allégeance à Guillaume Ier d'Orange, prince souverain du nouveau royaume. L'influence de son frère Gijsbert Karel van Hogendorp, alors ministre des Affaires étrangères, est déterminante dans ce retour en grâce, malgré la réprobation des milieux orangistes. Apprenant que le maréchal Davout rejette toutes les erreurs du siège de Hambourg sur Van Hogendorp, le général publie un Mémoire du général comte de Hogendorp pour présenter son point de vue et se défendre. Inactif et marginalisé, il offre ses services à Napoléon à son retour de l'Île d'Elbe, qui le nomme gouverneur de Nantes. Mais la bataille de Waterloo le 18 juin 1815 met fin aux activités publiques de Dirk van Hogendorp.

### Exil

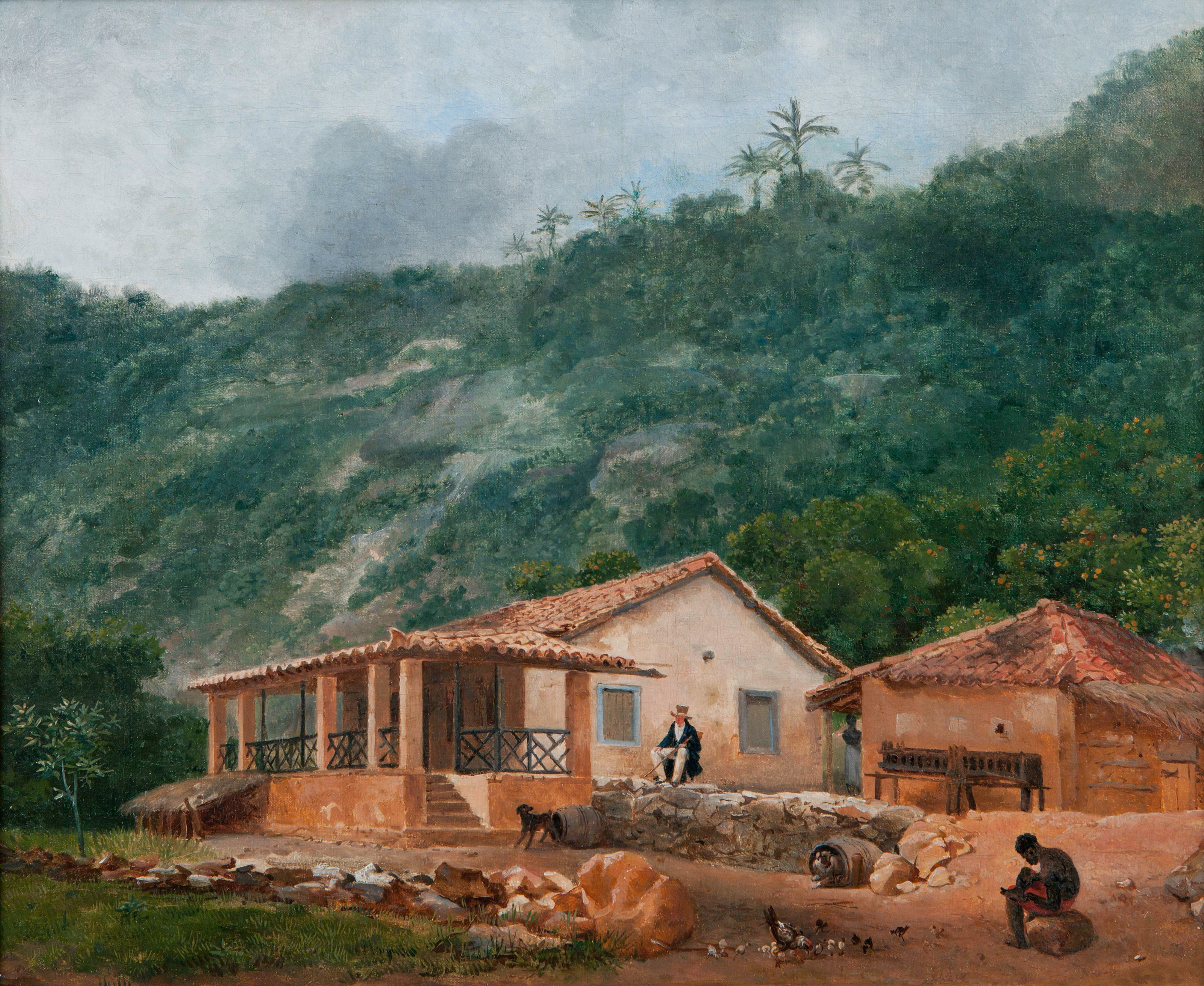
Dirk van Hogendorp à Novo Sion.

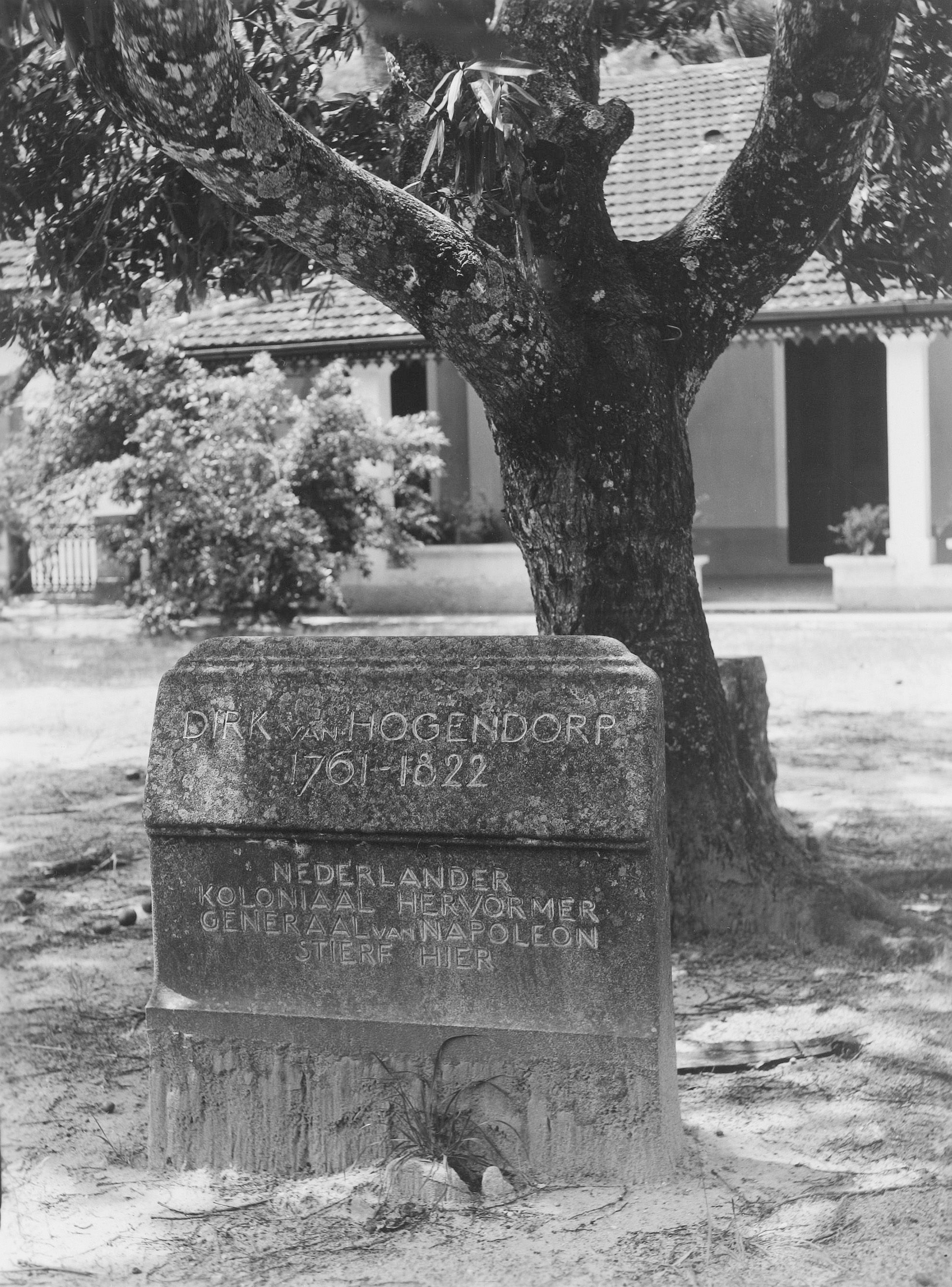
Monument pour Van Hogendorp au Brésil

Après la chute de l'Empereur, un retour aux Pays-Bas est impossible et Dirk van Hogendorp reste à Paris et publie Du Système colonial de la France sous les rapports de la politique et du commerce, une étude sur le rôle de rempart de la France contre la Grande-Bretagne et l'avenir des colonies françaises, qui sera remarquée par le duc de Richelieu, président du Conseil des ministres de Louis XVIII.
Avec l'aide de son frère, il s'exile à Rio de Janeiro où il arrive le 10 février 1817 et où il établit une petite plantation de café et d'orange au pied du Corcovado, qu'il appelle Novo Sion. Jusqu'à sa mort le 29 octobre 1822, il reçoit régulièrement la visite de marins néerlandais, ainsi que celle, en 1821, du roi Jean VI.
Dans son testament, Napoléon lui lègue la somme de 100 000 francs.

## Dans la fiction
Dans le film Monsieur N. (2003) d'Antoine de Caunes, on y voit Dirk van Hogendorp vivant en ermite sur sa plantation de Novo Sion.

## Distinctions
- 28 novembre 1807 : grand-croix de l'ordre de l'Union
- 30 juin 1811 : comte de l'Empire
- 22 février 1812 : grand-croix de l'ordre de la Réunion
- 2 juin 1812 : officier de la Légion d'honneur

## Œuvre
- Mémoires du général Dirk van Hogendorp, comte de l'Empire, La Haye, 1887